# Varianza

Esempio di campioni da due popolazioni con la stessa media ma diversa varianza. La popolazione rossa ha media 100 e varianza 100 (SD=10), invece la popolazione blu ha media 100 e varianza 2500 (SD=50).

In statistica e in teoria della probabilità la varianza di una variabile statistica o di una variabile aleatoria {\displaystyle X} è una funzione, indicata con {\displaystyle \sigma _{X}^{2}} o con {\displaystyle \mathrm {Var} (X)} (o semplicemente con {\displaystyle \sigma ^{2}} se la variabile è sottintesa), che fornisce una misura della variabilità dei valori assunti dalla variabile stessa; nello specifico, la misura di quanto essi si discostino quadraticamente rispettivamente dalla media aritmetica o dal valore atteso {\displaystyle \mathbb {E} [X]}. La varianza è una misura di dispersione, ossia una misura di quanto un dato insieme di numeri si discosta dal suo valore medio. Se {\displaystyle X} assume valori lontani dalla sua media, la sua varianza sarà conseguentemente grande. Al contrario, se la variabile aleatoria rimane costante, la sua varianza sarà nulla. Essa rappresenta il momento centrato del second'ordine della variabile {\displaystyle X}, se esiste finito, e la covarianza tra la variabile aleatoria e sé stessa.
Il termine di "varianza" venne introdotto nel 1918 da Ronald Fisher e sostituì nel tempo la denominazione di "deviazione standard quadratica" utilizzata da Karl Pearson.

## Probabilità

### Definizione
La varianza della variabile aleatoria {\displaystyle X} è definita come il valore atteso del quadrato della variabile aleatoria centrata {\displaystyle X-\mathbb {E} [X]}
{\displaystyle \sigma _{X}^{2}=\mathbb {E} {\Big [}{\big (}X-\mathbb {E} [X]{\big )}^{2}{\Big ]}.}
Un esempio di "misura" dello scostamento di una variabile aleatoria dalla media è dato dalla disuguaglianza di Čebyšëv che controlla questo scostamento in termini dello scarto tipo:
{\displaystyle P{\Big (}{\big |}X-\mathbb {E} [X]{\big |}\geqslant \lambda \sigma _{X}{\Big )}\leqslant {\frac {1}{\lambda ^{2}}},}
dove {\displaystyle \sigma _{X}={\sqrt {\sigma _{X}^{2}}}} ed è detto scarto quadratico medio (o deviazione standard).

### Proprietà

#### Segno della varianza
La varianza di una variabile aleatoria non è mai negativa, ed è zero solamente quando la variabile assume quasi certamente un solo valore {\displaystyle x_{0}}, cioè se {\displaystyle P(X=x_{0})=1}.

#### Massimo e minimo della varianza fissati i valori estremi della distribuzione
Dato un insieme di {\displaystyle n} unità statistiche, dove {\displaystyle \mathrm {min} } e {\displaystyle \mathrm {max} } sono i valori minimo e massimo tra le unità, il massimo valore che può assumere la varianza è uguale a
{\displaystyle \sigma _{\mathrm {max} }^{2}={\frac {(\mathrm {max} -\mathrm {min} )^{2}}{4}}.}
Se dalle osservazioni si conosce soltanto la media {\displaystyle \mu }, il valore è uguale a
{\displaystyle \sigma _{\mathrm {max} }^{2}=\mu ^{2}(n-1).}

#### Espressione della varianza come differenza tra il momento di ordine 2 e il quadrato del valore atteso
Una formula alternativa per la varianza è
{\displaystyle \sigma _{X}^{2}=\mathbb {E} [X^{2}]-\mathbb {E} [X]^{2}.}
Questa formula è più pratica per calcolare la varianza.
La varianza di {\displaystyle X} è per definizione uguale al valore atteso di
{\displaystyle (X-\mathbb {E} [X])^{2}=X^{2}-2X\mathbb {E} [X]+\mathbb {E} [X]^{2}}:
per la linearità del valore atteso si ottiene
{\displaystyle \sigma _{X}^{2}=\mathbb {E} [X^{2}-2X\mathbb {E} [X]+\mathbb {E} [X]^{2}]=\mathbb {E} [X^{2}]-2\mathbb {E} [X]\mathbb {E} [X]+\mathbb {E} [X]^{2}=\mathbb {E} [X^{2}]-\mathbb {E} [X]^{2}.}

#### Invarianza per traslazione
La varianza è invariante per traslazione, che lascia fisse le distanze dalla media, e cambia quadraticamente per riscalamento:
{\displaystyle \sigma _{aX+b}^{2}=a^{2}\sigma _{X}^{2}}
Sfruttando la linearità del valore atteso si trova
{\displaystyle (aX+b)-\mathbb {E} [aX+b]=aX+b-a\mathbb {E} [X]-b=a(X-\mathbb {E} [X]),}
quindi
{\displaystyle \sigma _{aX+b}^{2}=\mathbb {E} [a^{2}(X-\mathbb {E} [X])^{2}]=a^{2}\sigma _{X}^{2}.}

#### Varianza della somma di due variabili indipendenti
La varianza della somma di due variabili indipendenti o anche solo incorrelate è pari alla somma delle loro varianze
{\displaystyle \sigma _{X+Y}^{2}=\sigma _{X}^{2}+\sigma _{Y}^{2}.}
Se {\displaystyle \mathbb {E} [X]=\mathbb {E} [Y]=0}, allora {\displaystyle \mathbb {E} [X+Y]=0} e
{\displaystyle \sigma _{X+Y}^{2}=\mathbb {E} [(X+Y)^{2}]=\mathbb {E} [X^{2}]+2\mathbb {E} [XY]+\mathbb {E} [Y^{2}]=\sigma _{X}^{2}+\sigma _{Y}^{2}+2\mathbb {E} [XY],}
e siccome le variabili sono indipendenti risulta {\displaystyle \mathbb {E} [XY]=\mathbb {E} [X]\mathbb {E} [Y]=0.}
Nel caso generale basta traslare le variabili di modo che abbiano valore atteso nullo (come {\displaystyle X'=X-\mathbb {E} [X]}); la loro varianza non cambia in quanto la varianza è invariante per traslazione.

#### Varianza della differenza di due variabili indipendenti
Usando le due precedenti affermazioni, possiamo dire che la varianza della differenza di due variabili indipendenti è pari alla somma delle loro varianze
{\displaystyle \sigma _{X-Y}^{2}=\sigma _{X+(-Y)}^{2}=\sigma _{X}^{2}+\sigma _{-Y}^{2}=\sigma _{X}^{2}+\sigma _{Y}^{2}.}

#### Varianza della somma di due variabili non indipendenti
Se {\displaystyle X} e {\displaystyle Y} non sono indipendenti, la formula viene corretta dalla loro covarianza,
{\displaystyle \sigma _{X+Y}^{2}=\sigma _{X}^{2}+\sigma _{Y}^{2}+2\sigma _{X,Y},}
dove
{\displaystyle \sigma _{X,Y}=\mathbb {E} [XY]-\mathbb {E} [X]\mathbb {E} [Y].}

#### Varianza della media aritmetica di variabili indipendenti
In particolare, la media aritmetica {\displaystyle \textstyle {\bar {X}}={\frac {X_{1}+\ldots +X_{n}}{n}}} di {\displaystyle n} variabili aleatorie indipendenti aventi la medesima distribuzione, ha varianza aritmetica
{\displaystyle \sigma _{\bar {X}}^{2}={\frac {1}{n^{2}}}\sigma _{X_{1}+\ldots +X_{n}}^{2}={\frac {1}{n}}\sigma _{X_{1}}^{2}.}

### Variabili aleatorie discrete e continue
La varianza di una variabile aleatoria discreta {\displaystyle X} a valori in un insieme {\displaystyle A} si calcola attraverso la sua funzione di probabilità:
{\displaystyle \mathbb {E} [X]=\sum _{x\in A}xP(X=x)}
{\displaystyle \sigma _{X}^{2}=\sum _{x\in A}(x-\mathbb {E} [X])^{2}P(X=x).}
La varianza di una variabile aleatoria continua {\displaystyle X} a valori in un insieme {\displaystyle A} si calcola attraverso la sua densità di probabilità:
{\displaystyle \mathbb {E} [X]=\int _{A}xf(x)dx}
{\displaystyle \sigma _{X}^{2}=\int _{A}(x-\mathbb {E} [X])^{2}f(x)dx.}

#### Esempio
Una variabile aleatoria di Bernoulli {\displaystyle X}, cioè che ha probabilità {\displaystyle p} di fornire "1" e probabilità {\displaystyle q=1-p} di fornire "0", ha valore atteso
{\displaystyle \mathbb {E} [X]=0\cdot P(X=0)+1\cdot P(X=1)=P(X=1)=p,}
e la sua varianza può essere calcolata come
{\displaystyle \sigma _{X}^{2}=\mathbb {E} [(X-\mathbb {E} [X])^{2}]=\mathbb {E} [(X-p)^{2}]=p^{2}P(X=0)+q^{2}P(X=1)=pq(p+q)=pq,}
oppure come
{\displaystyle \sigma _{X}^{2}=\mathbb {E} [X^{2}]-\mathbb {E} [X]^{2}=P(X=1)-p^{2}=p(1-p)=pq.}

## Statistica
In statistica la varianza è un indice di variabilità. Data una distribuzione di un carattere quantitativo {\displaystyle X} su una popolazione di {\displaystyle n} elementi, la varianza è la media aritmetica del quadrato delle distanze dei valori dalla loro media
{\displaystyle \sigma _{X}^{2}={\frac {\sum _{i}(x_{i}-\mu _{X})^{2}}{n}},}
dove {\displaystyle \textstyle \mu _{X}={\frac {\sum _{i}x_{i}}{n}}} è la media aritmetica di {\displaystyle X}.
Nel caso si disponga della distribuzione di frequenze di un carattere, è possibile calcolare più facilmente la varianza attraverso la seguente formula:
{\displaystyle \sigma _{X}^{2}={\frac {1}{n}}\sum _{j=1}^{K}(x_{j}-\mu _{X})^{2}n_{j}}
dove {\displaystyle K}rappresenta il numero di modalità in cui si presenta il carattere {\displaystyle X}, mentre {\displaystyle x_{j}} e {\displaystyle n_{j}} sono rispettivamente la {\displaystyle j}-esima modalità di {\displaystyle X} e la relativa frequenza assoluta.
A partire dalla precedente formula, ricordando che {\displaystyle n_{j}/n=f_{j}}, si ricava anche:
{\displaystyle \sigma _{X}^{2}=\sum _{j=1}^{K}(x_{j}-\mu _{X})^{2}f_{j}}
dove {\displaystyle f_{j}} è la frequenza relativa della {\displaystyle j}-esima modalità.
Esiste, infine, una formula semplificata per il calcolo della varianza:
{\displaystyle \sigma _{X}^{2}=\left({\frac {1}{n}}\sum _{i=1}^{n}x_{i}^{2}\right)-\mu _{X}^{2}.}
Le formule corrispondenti alla precedente che fanno uso della frequenza assoluta e di quella relativa sono:
{\displaystyle \sigma _{X}^{2}={\frac {1}{n}}\sum _{j=1}^{K}x_{j}^{2}n_{j}-\mu _{X}^{2}}
{\displaystyle \sigma _{X}^{2}=\sum _{j=1}^{K}x_{j}^{2}f_{j}-\mu _{X}^{2}.}
Un difetto della varianza è quello di non avere la stessa unità di misura dei valori analizzati (se, per esempio, questi sono in cm, la varianza sarà in cm2), perciò in statistica viene molto spesso utilizzata anche la radice quadrata della varianza, vale a dire lo scarto quadratico medio (o deviazione standard o scarto tipo) {\displaystyle \sigma _{X}={\sqrt {\sigma _{X}^{2}}}}. Con riferimento a questa notazione la varianza si trova quindi anche indicata come {\displaystyle \sigma ^{2}}.

### Stimatori
In statistica si utilizzano solitamente due stimatori per la varianza su un campione di cardinalità {\displaystyle n}:
{\displaystyle S_{n}^{2}={\frac {\sum _{i=1}^{n}(x_{i}-{\bar {x}})^{2}}{n}}\quad } e {\displaystyle \quad S_{n-1}^{2}={\frac {\sum _{i=1}^{n}(x_{i}-{\bar {x}})^{2}}{n-1}},}
dove {\displaystyle \textstyle {\bar {x}}={\frac {x_{1}+\ldots +x_{n}}{n}}} è la media campionaria. Il primo è detto varianza campionaria, mentre il secondo è detto varianza campionaria corretta a causa della sua proprietà di correttezza. Infatti lo stimatore {\displaystyle S_{n-1}^{2}} è privo di distorsione, cioè il suo valore atteso è proprio la varianza:
{\displaystyle \mathbb {E} [S_{n-1}^{2}]=\sigma ^{2}(X).}
{\displaystyle {\begin{aligned}\operatorname {\mathbb {E} } [S_{n-1}^{2}]&=\operatorname {\mathbb {E} } \left[{\frac {1}{n-1}}\sum _{i=1}^{n}(x_{i}~-~{\overline {x}})^{2}\right]\\[8pt]&=\operatorname {\mathbb {E} } \left[{\frac {1}{n-1}}\sum _{i=1}^{n}(x_{i}^{2}~-~2x_{i}{\overline {x}}+{\overline {x}}^{2})\right]\\[8pt]&=\operatorname {\mathbb {E} } \left[{\frac {1}{n-1}}\left(\sum _{i=1}^{n}x_{i}^{2}~-~2{\overline {x}}\sum _{i=1}^{n}x_{i}+n{\overline {x}}^{2}\right)\right]\\[8pt]&=\operatorname {\mathbb {E} } \left[{\frac {1}{n-1}}\left(\sum _{i=1}^{n}x_{i}^{2}~-~2n{\overline {x}}^{2}+n{\overline {x}}^{2}\right)\right]\\[8pt]&=\operatorname {\mathbb {E} } \left[{\frac {1}{n-1}}\left(\sum _{i=1}^{n}x_{i}^{2}~-~n{\overline {x}}^{2}\right)\right]\\[8pt]&=\operatorname {\mathbb {E} } \left[{\frac {1}{n-1}}\sum _{i=1}^{n}x_{i}^{2}~-~{\frac {n}{n-1}}{\overline {x}}^{2}\right]\\[8pt]&={\frac {1}{n-1}}\left(\sum \operatorname {\mathbb {E} } [x_{i}^{2}]~-~n\operatorname {\mathbb {E} } [{\overline {x}}^{2}]\right)\\[8pt]&={\frac {1}{n-1}}\left(n\operatorname {\mathbb {E} } [x^{2}]~-~n\operatorname {\mathbb {E} } [{\overline {x}}^{2}]\right)\\[8pt]&={\frac {n}{n-1}}\left(\sigma ^{2}(x)+\operatorname {\mathbb {E} } [x]^{2}~-~\sigma ^{2}({\overline {x}})-\operatorname {\mathbb {E} } [{\overline {x}}]^{2}\right)\\[8pt]&={\frac {n}{n-1}}\left(\sigma ^{2}(x)+\mu ^{2}~-~{\frac {1}{n}}\sigma ^{2}(x)-\mu ^{2}\right)\\[8pt]&={\frac {n}{n-1}}\left({\frac {n-1}{n}}~\sigma ^{2}(x)\right)\\[8pt]&=\sigma ^{2}.\end{aligned}}}
Al contrario, lo stimatore {\displaystyle S_{n}^{2}} ha un valore atteso diverso dalla varianza, {\displaystyle \mathbb {E} [S_{n}^{2}]=\textstyle {\frac {n-1}{n}}\sigma ^{2}(X)}.
Una spiegazione del termine {\displaystyle n-1} è data dalla necessità di stimare anche la media che per il teorema del limite centrale ha varianza 1/n. Se la media è nota, lo stimatore {\displaystyle S_{n}^{2}} diventa corretto. Questa è detta "correzione di Bessel".
Se le {\displaystyle X_{i}} sono variabili aleatorie normali {\displaystyle N(\mu ,\sigma )}, lo stimatore {\displaystyle S_{n-1}^{2}} è una variabile aleatoria con distribuzione {\displaystyle \chi ^{2}}.

#### Esempio
Il campione di {\displaystyle n=5} elementi {\displaystyle \{-4,-1,1,2,7\}} ha media campionaria pari a:
{\displaystyle {\bar {x}}={\frac {-4-1+1+2+7}{5}}=1}
e gli stimatori della varianza valgono rispettivamente
{\displaystyle S_{n}^{2}={\frac {(-4-1)^{2}+(-1-1)^{2}+(1-1)^{2}+(2-1)^{2}+(7-1)^{2}}{5}}={\frac {25+4+0+1+36}{5}}={\frac {66}{5}}=13,2}
e
{\displaystyle S_{n-1}^{2}={\frac {66}{5-1}}=16,5.}